# Сухаїм бін Хамад (стадіон)
Стадіон «Сухаїм бін Хамад» (араб. ملعب سحيم بن حمد) або просто Стадіон «Катар СК» — багатофункціональний стадіон, розташований в місті Доха, столиці Катару, місткістю 20 000 глядачів. Домашня арена клубу «Катар СК».

## Історія
Був відкритий в 1985 році, а у 2005 році пройшов реконструкцію. Стадіон приймав частину зустрічей (в тому числі і обидва півфінали) футбольного Кубка Азії 1988 року.
У 1995 році був однією з арен молодіжного чемпіонату світу.
В подальшому на турнірі пройшли і матчі Кубка Азії 2011 року, а в 2006 році на стадіоні проходив футбольний турнір в рамках XV Азійських ігор, зокрема і фінал серед жіночих команд.